# Valdir Gonçalves
Waldir de Figueiredo Gonçalves, ou apenas Waldir Gonçalves, (Teresina, 15 de novembro de 1910 – Teresina, 30 de setembro de 2003) foi um advogado, professor e político brasileiro, outrora governador do Piauí.

## Dados biográficos
Filho de Salustiano Bento Gonçalves e Etelvina de Figueiredo Gonçalves. Advogado formado em Fortaleza, foi professor catedrático de História Geral na Escola Normal Antonino Freire. Além disso, foi procurador dos feitos da Fazenda Pública. Último interventor federal nomeado pelo presidente Eurico Gaspar Dutra para governar o Piauí, foi secretário-geral do estado e chefe de polícia no governo Pedro Freitas.
Em seu lugar assumiu o médico José da Rocha Furtado, que elegeu-se governador ao derrotar Gaioso e Almendra em 1947.